# Теймурова, Фирангиз
Фирангиз Теймурова (азерб. Firəngiz Teymurova; род. 14 августа 1999) — азербайджанская футболистка, полузащитница. Игрок сборной Азербайджана.

## Биография
Воспитанница азербайджанского футбола. На родине выступала за ряд клубов, в том числе «Тяхсил», «Сабаил», «Кешля».
Летом 2019 года перешла в российский клуб «Торпедо» (Ижевск). Дебютный матч в высшем дивизионе России сыграла 3 августа 2019 года против клуба «Рязань-ВДВ», заменив на 58-й минуте Наталью Косолапову. Всего до конца сезона приняла участие в 8 матчах высшей лиги, из них только в двух провела на поле все 90 минут.
В начале 2021 года подписала контракт с казахстанским клубом «Окжетпес», но практически сразу получила травму и не играла в официальных матчах. Летом 2021 года вернулась на родину.
Выступала за юниорскую и молодёжную сборную Азербайджана. С конца 2010-х годов вызывалась в национальную сборную. Первый официальный матч провела в рамках отборочного турнира чемпионата мира в феврале 2021 года против Испании.